# Neferu III
Neferu III (Nfr.w, "perfecció", "bellesa") fou una reina d'Egipte, filla de Amenemhet I, i germanastre i esposa de Senusret I. Fou també reina mare, ja que amb Senusret va donar a llum al seu successor Amenemhet II.
Neferu III fou enterrada a la piràmide del seu marit i germanastre (Piràmide de Senusret I) a Lisht; és una de les poques princeses enterrades allí que s'ha pogut identificar mercès a un cartutx amb el seu nom. És la primera persona a part d'un faraó que fou enterrada a una piràmide amb cartutx amb el seu nom, tot i que també s'especula que no fos enterrada allí..